# Chương trình Đối tác Thái Bình Dương
Chương trình Đối tác Thái Bình Dương là hoạt động được triển khai hằng năm bởi Hạm đội Thái Bình Dương của Hải quân Hoa Kỳ (USN), với sự hợp tác của các chính phủ, lực lượng quân đội, tổ chức nhân đạo và phi chính phủ trong khu vực.
Việc triển khai được hình thành sau Thảm họa Động đất và sóng thần Ấn Độ Dương 2004, như một cách để cải thiện khả năng tương tác giữa các lực lượng quân đội, chính phủ và tổ chức nhân đạo trong khu vực về hoạt đông cứu trợ thảm họa. Đồng thời cũng tổ chức các hoạt động nhân đạo, y tế, nha khoa, kỹ thuật cho các quốc gia Thái Bình Dương và củng cố quan hệ, an ninh giữa các quốc gia trong khu vực.
Chương trình thường được thực hiện bởi một tàu đổ bộ hoặc tàu bệnh viện của Hạm đội Thái Bình Dương Hoa Kỳ. Lực lượng Quốc phòng Úc đã đóng góp các khoản tài sản kể từ lần triển khai đầu tiên vào năm 2006. Trong Chương trình Đối tác Thái Bình Dương 2011, đã có thêm sự tham gia của bảy quốc gia khác cùng với các cơ quan chính phủ Hoa Kỳ,các tổ chức phi chính phủ và lực lượng khác trong Lực lượng Vũ trang Hoa Kỳ.

## Lịch sử
Sau Chiến dịch Cứu trợ Thống nhất, Hoa Kỳ ứng phó với Thảm họa Động đất và sóng thần Ấn Độ Dương 2004, Hải quân Hoa Kỳ đã thấy được cơ hội xây dựng dựa trên thiện chí từ hoạt động này, cho nên đã lập kế hoạch triển khai hằng năm đến khu vực. Mục đích của việc triển khai Chương trình Đối tác Thái Bình Dương là để cải thiện khả năng tương tác của các lực lượng quân đội, chính phủ và tổ chức nhân đạo trong hoạt động cưu trợ thảm hoạ, đồng thời cũng cung cấp nhân đạo, y tế, nha khoa và kỹ thuật đến các quốc gia trong khu vực. Lần hoạt động đầu tiên được tiến hành vào năm 2006, được thực hiện bởi tàu USNS Mercy. Hoạt đông được triển khai đến Philippines, Bangladesh, Indonesia, Tây Timor và  Đông Timor.

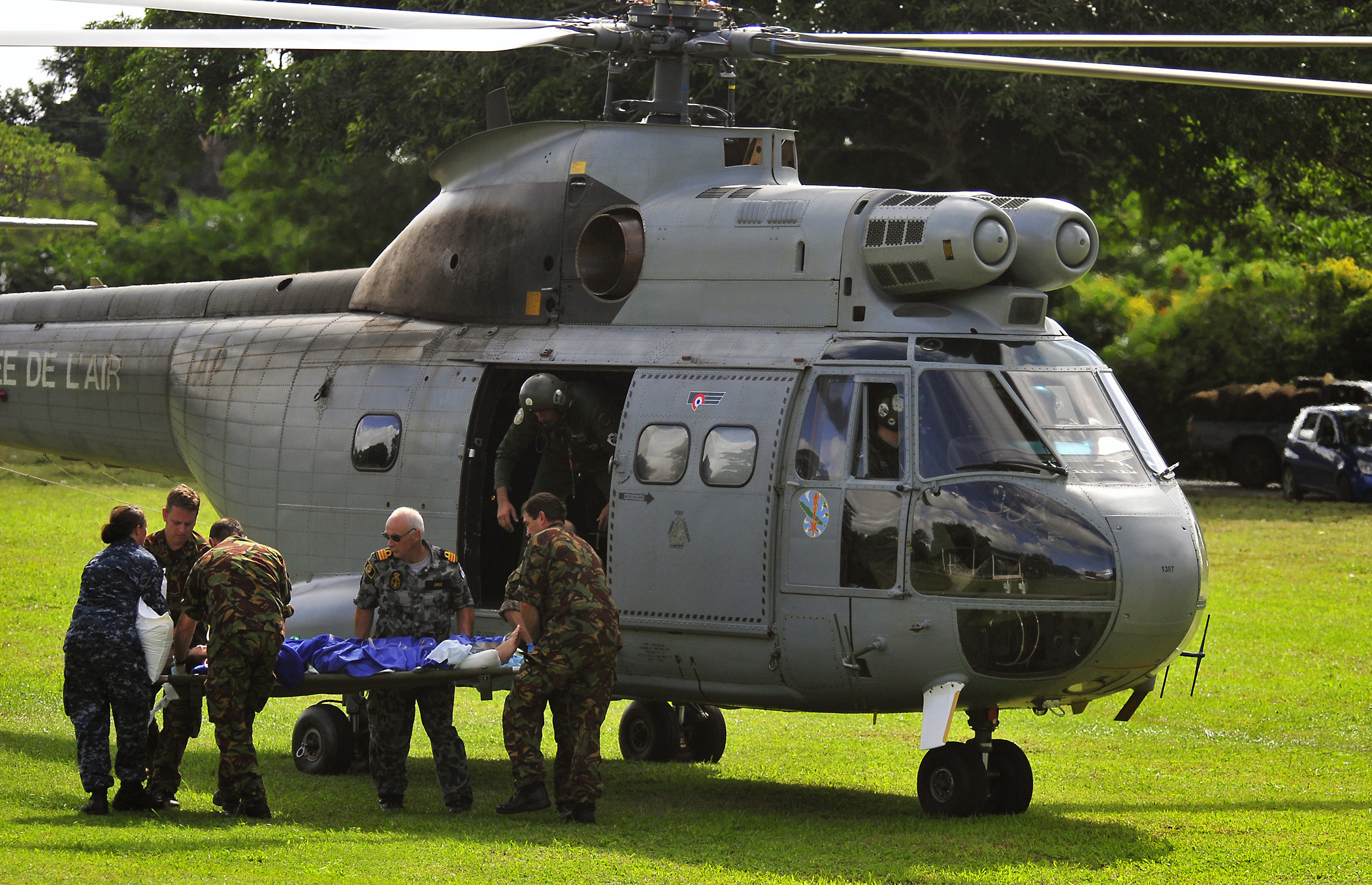
Nhân viên đang đưa một người bị thương lên máy bay trực thăng Puma của Pháp trong Chương trình Đối tác Thái Bình Dương 2011

Năm 2007, Hạm đội Thái Bình Dương đã chuẩn bị cho một cuộc triển khai khác, lần này họ đã sử dụng tàu đổ bộ USS Peleliu. Các quốc gia được ghé thăm là Philippines, Việt Nam, Papua New Guinea, Quần đảo Solomon và Quần đảo Marshall. Năm 2008, tàu USNS Mercy ghé thăm Liên bang Micronesia, Papua New Guinea, Philippines, Đông Timor và Việt Nam. Trong Chương trình Đối tác Thái Bình Dương 2008, có hơn 90,000 bệnh nhân đã được điều trị, bao gồm 14,000 bệnh nhân nha khoa và 1,300 bệnh nhân phẫu thuật. Dẫn đầu cho đợt triển khai năm 2009 là tàu USNS Richard E. Bird, đã đi đến Kiribati, Quần đảo Marshall, Samoa, Quần đảo Solomon và Tonga.
Năm 2008, chương trình được khởi hành 1 lần nữa bằng tàu U.S.N.S. Mercy. Chuyến đi bắt đầu từ San Diego vào ngày 1/5/2008. Chương trình Đối tác Thái Bình Dương cung cấp nhân đạo và kỹ thuật cho các quốc gia mà nó đi đến như Philippines, Việt Nam, Đông Timor và Papua New Guinea. Sau đó quay về Guam và Hawaii rồi trở về San Diego vào ngày 25/9/2008.
Phi hành đoàn gồm quân đội Hoa Kỳ, đại diện của các quốc gia đồng hành và các tổ chức phi chính phủ (NGO) đã đi đến Chuuk, một bang thuộc Liên bang Micronesia cho sứ mệnh cuối cùng của Chương trình Đối tác Thái Bình Dương 2008.  Nhiệm vụ này phản ánh mối quan hệ lâu dài giữa Hoa Kỳ và Micronesia với hoạt động tiếp cận nhân đạo.  Trong 10 ngày tại Micronesia sứ mệnh được các tổ chức phi chính phủ hợp tác và phối hợp chặt chẽ với các chuyên gia chăm sóc y tế tại địa phương. Các tình nguyện viên từ Dự án Hope và Đại học Tiểu bang California tại San Diego đã làm việc chặt chẽ với Hoa Kỳ và nhân viên y tế của các quốc gia đồng hành.  Một số quốc gia đại diện bao gồm Canada, Ấn Độ, Úc và New Zealand.  Hiệp hội Tiền nha khoa UCSD cung cấp nha sĩ, sinh viên nha khoa, sinh viên tiền nha khoa, y tế và sinh viên y tế sơ cấp, dược sĩ và sinh viên dược. Nhân viên quân sự và tình nguyện viên của tổ chức phi chính phủ đã làm việc cùng nhau để cung cấp nhân đạo và hỗ trợ công dân cho sáu địa điểm khác nhau tại Micronesia. Bệnh viện Tiểu bang Chuuk tại Đảo Weno được hưởng lợi từ việc xây dựng cơ sở của Hải quân Seabees.
Tổng thống Emanuel Mori của Micronesia đã ký một nghị quyết để cảm ơn phái đoàn Chương trình Đối tác Thái Bình Dương của USNS Mercy (T-AH19) trong phiên họp thường kỳ lần thứ 5 trong Đại hội 15 của Micronesia vào ngày 29/10/2008.  Theo thông cáo báo chí từ Văn phòng Thông tin công Quốc gia của Liên bang Micronesia, Nghị quyết quốc hội số 15-145 được thiết lập để bày tỏ "lòng biết ơn sâu sắc và sự đánh giá cao đối với các nhóm chuyên gia dịch vụ chăm sóc y tế và phi hành đoàn của tàu USNS Mercy cho sự viện trợ nhân đạo và sự hỗ trợ y tế đối với người dân của tiểu bang Yap, Chuuk và Pohnpei, bao gồm cả việc ghé thăm Micronesia."  Từ ngày 22 tháng tám đến ngày 1 tháng chín chuyến ghé thăm Micronesia là điểm dừng thứ năm và cũng là điểm dừng cuối cùng của tàu Mercy trong Chương trình Đối tác Thái Bình Dương 2008 kéo dài từ tháng năm đến tháng chín. Trong chuyến thăm Micronesia, tàu Mercy và nhân viên của chương trình đã chữa trị cho 3,000 bệnh nhân nha khoa, 15,000 bệnh nhân y tế và thực hiện hơn 200 ca phẫu thuật.
USNS Mercy trở lại Chương trình Đối tác Thái Bình Dương năm 2010, ghé thăm Việt Nam, Campuchia, Indonesia và Đông Timor . Mercy được hỗ trợ tại các thời điểm khác nhau bởi các tàu đến từ Nhật Bản, Indonesia, Singapore và Úc. Ngoài các hoạt động của Mercy , hai đợt triển khai riêng biệt đã được thực hiện trong khuôn khổ Chương trình Đối tác Thái Bình Dương 2010: tàu chỉ huy USS Blue Ridge đến Palau, và tàu nâng hạng nặng HMAS Tobruk đến Papua New Guinea.

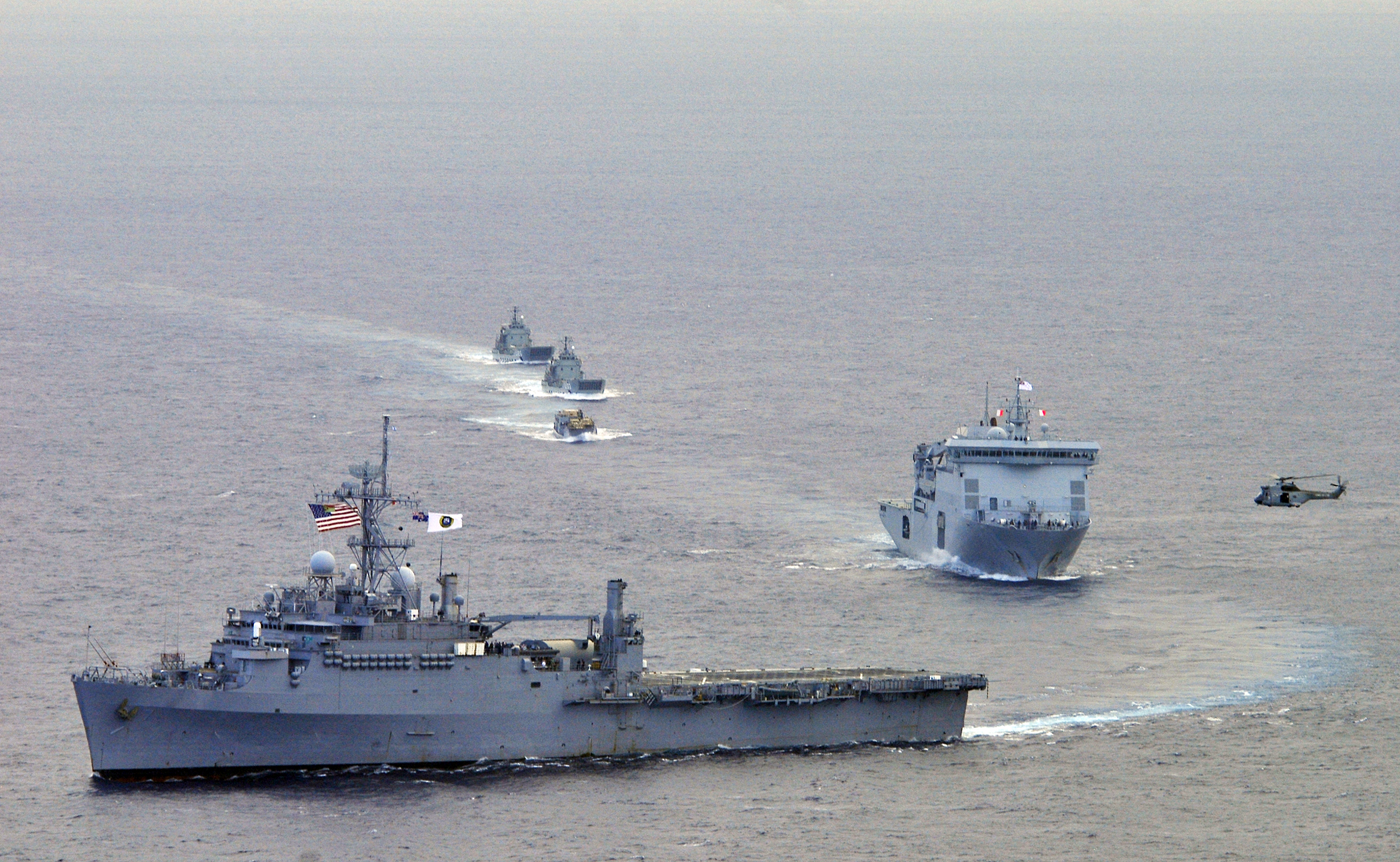
Các tàu của Chương trình Đối tác Thái Bình Dương 2011 đi qua Kênh Segond

Việc triển khai năm 2011, đã bắt đầu vào ngày 21 tháng ba và kết thúc vào ngày 4 tháng tám,  và thực hiện bởi tàu đổ bộ USS Cleveland. Ngoài nhân viên của Hải quân Hoa Kỳ, còn có sự đóng góp và tham gia các lực lượng khác trong Lực lượng Vũ trang Hoa Kỳ, cơ quan chính phủ, tổ chức phi chính phủ và quân đội Canada, Singapore và Tây Ban Nha về nhân sự và trang thiết bị; Những con tàu từ Cảnh sát biển Hoa Kỳ, Úc, New Zealand và Nhật Bản; và đội trực thăng đến từ Pháp. Ngoài việc thực hiện các dự án cơ sở hạ tầng y tế và kỹ thuật tại Tonga, Vanuatu, Papua New Guinea, Đông Timor, và Liên bang Micronesia, hoạt động cũng hướng đến việc thực hiện xây dựng các dự án bền vững tại những quốc gia này. Trong ba cảng đầu tiên có 21,000 bệnh nhân đã được điều trị, hàng nghìn giờ tiếp xúc chính thức trong việc Trao đổi Chuyên gia (SMEEs) thành công, các lớp học và một hệ thống nước được xây dựng. Tổng chi phí cho năm 2011 được báo cáo là 20 triệu đô hoặc 4 triệu đô cho mỗi cảng.
Từ năm 2006 đến năm 2010, Chương trình Đối tác Thái Bình Dương đã ghé thăm 13 quốc gia, điều trị cho hơn 300,000 bệnh nhân và xây dựng hơn 130 dự án kỹ thuật. 
Việc triển khai năm 2012 được thực hiển bởi USNS Mercy khởi hành từ San Diego vào ngày 3 tháng năm và kết thúc tại Campuchia vào ngày 11 tháng tám trước khi trở về nước. Mục tiêu là thiết lập khả năng ứng phó với các khủng hoảng hoạt động viện trợ nhân đạo và công dân đa quốc gia. Tàu Mercy đã ghé hai cảng tại Guam và Hawaii trước khi trở về.  Ngoài nhân viên của Hải quân Hoa Kỳ, ngoài ra còn có sự tham gia từ các lực lượng khác từ Lực lượng Vũ trang Hoa Kỳ, các cơ quan chính phủ và tổ chức phi chính phủ và sự tham gia từ các nước đồng hành như Úc, Canada, Chile, Nhật Bản, Malaysia, Peru, Hà Lan, New Zealand, Singapore, Hàn Quốc và Thái Lan. Một trong những thành tựu nổi bật là sự phát triển của một hệ sinh thái tự duy trì tại Vườn quốc gia Bunaken. Công viên hải dương quốc gia Bunaken là một công viên bảo tồn biển nằm trong Tam giác san hô, cung cấp môi trường sống cho 390 loài san hô cũng như nhiều loài cá, nhuyễn thể, bò sát và động vật biển có vú. Tại Indonesia có 200 ca phẫu thuật được thực hiện, hơn 2300 động vật chăn nuôi và thú nuôi được chăm sóc thú y và hơn 9,000 công dân địa phương được điều trị y tế. Tại Philippines có 271 ca phẫu thuật, và nhóm PP12 đã điều trị cho hơn 16,000 bệnh nhân. Tại Việt Nam, PP12 thực hiện hơn 12,000 ca điều trị y tế; 207 ca phẫu thuật; đã tiến hành gần 4,000 ca điều trị cho 1,600 động vật chăn nuôi và thú nuôi; cải tạo thành công và một toà nhà mới cho 2 phòng khám y tế. 
Trong Chương trình Đối tác Thái Bình Dương 2019, thành viên của Tiểu đoàn Xây dựng Cơ động Hải quân 4 được triển khai đến Tuy Hòa, Phú Yên, Việt Nam, nơi mà họ đã xây dựng trạm y tế xã Hòa Phú. Tại Campuchia 12,679 bệnh nhân được phân loại; ba chương trình hỗ trợ phẫu thuật cho công dân, kết quả có 218 ca phẫu thuật trên tàu USNS Mercy (T-AH 19) và tại Bệnh viện quân sự Preah Kossamek ở Phnom Penh; bốn cuộc Trao đổi chuyên gia về vấn đề y tế (SMEEs) về kỹ thuật phẫu thuật và kỹ thuật y tế; bốn cuộc Trao đổi chuyên gia về sửa chữa thiết bị y tế dẫn đến 64 thiết bị được sửa chữa; hai dự án hỗ trợ thú y và đã có 1.375 con vật được khám và điều trị; ba dự án hỗ trợ kỹ thuật dân sự dẫn đến có ba nhà hộ sinh mới.

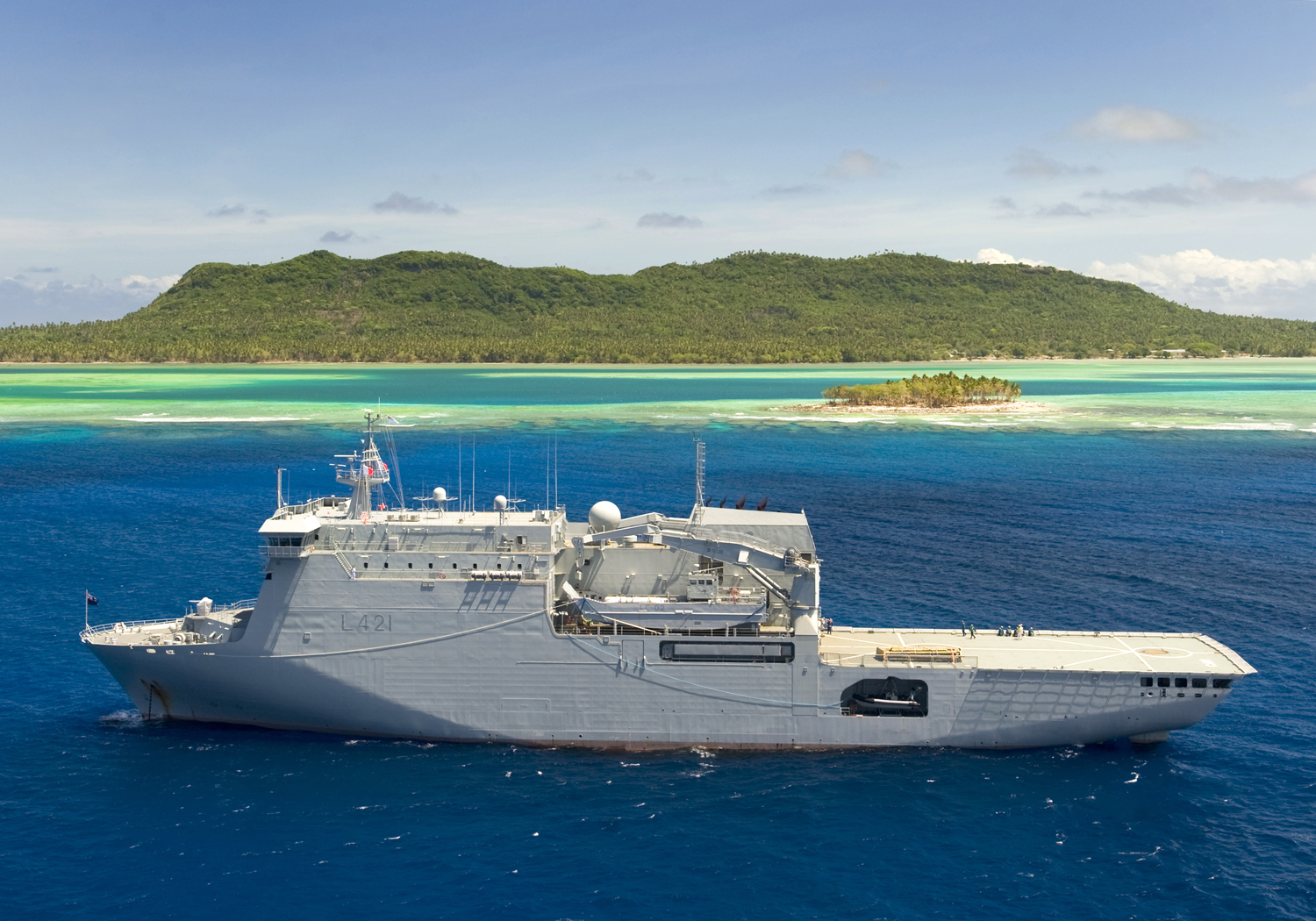
HMNZS Canterbury trong Chương trình Đối tác Thái Bình Dương 2013

Sứ mệnh năm 2013 với sự tham gia của ba quốc gia chủ chốt, sứ mệnh bắt đầu vào ngày 15 tháng năm và kết thúc vào ngày 13 tháng tám 2020. Hoa Kỳ với tàu USS Pearl Harbor tập trung nỗ lực vào Samoa, Tonga và Quần đảo Marshall. Úc với tàu HMAS Tobruk đi đến Papua New Guinea và New Zealand điều tàu HMNZS Manawanui đến Kiribati và tàu HMNZS Canterbury đến Quần đảo Solomon. Các quốc gia tham gia khác bao gồm Canada, Pháp, Nhật Bản và Malaysia. Ngoài ra còn có các tổ chức phi chính phủ bao gồm NOAA, Project Handclasp, Project HOPE, USAID, Vets Without Borders và World Vets. Tại Samoa đã tổ chức hơn 60 cuộc khám chữa bệnh và nha khoa, cung cấp dịch vụ thú y tại 12 điểm khám và điều trị cho 2.633 lượt, bác sĩ thú y đã đánh giá cho 430 động vật và thực hiện năm nhiệm vụ về kỹ thuật và bốn cuộc khảo sát dưới nước của hải cảng và khảo sát được hơn 500 mẫu Anh ở Samoa. Tại Tonga đã điều trị cho 5,455 bệnh nhân, đánh giá 3,000 động vật và tiến hành 25 sự kiện quyên góp.